# Molophilus (Molophilus) ctenistes
Molophilus (Molophilus) ctenistes is een tweevleugelige uit de familie steltmuggen (Limoniidae). De soort komt voor in het Australaziatisch gebied.